# Tukanowate
Tukanowate (Ramphastidae) – rodzina ptaków z rzędu dzięciołowych (Piciformes).

## Zasięg występowania
Rodzina obejmuje gatunki zamieszkujące Amerykę od południowego Meksyku po Paragwaj i północną Argentynę, Azję od Tybetu po Indonezję oraz Afrykę.

## Systematyka
Do rodziny należą następujące podrodziny:
- Megalaiminae Blyth, 1852 – pstrogłowy
- Lybiinae Sibley & Ahlquist, 1985 – wąsale
- Capitoninae Bonaparte, 1838 – brodacze
- Semnornithinae Prum, 1988 – tęgogłowiki
- Ramphastinae Vigors, 1825 – tukany